# 떴다! 패밀리
《떴다! 패밀리》는 2015년 1월 3일부터 3월 15일까지 방송 되었던 SBS 주말극장이다.
전작 《모던 파머: 현대 농부》에 이어 미니 시리즈 드라마 형식으로 방송 되었다.
원작 소설은 김범 작가의 2012년작 《할매가 돌아왔다》이다.

## 기획 의도
가족을 버리고 떠났다가 50년만에 돌아온 할머니가 가져온 200억 유산을 둘러싸고 일어난 유산 쟁탈전을 통해 가족의 화해와 성장을 들여다보는 이야기.

## 등장 인물

### 주요 인물
- 이정현 : 나준희 / 수잔 존슨 역
- 진이한 : 최동석 역
- 오상진 : 정준아 / 제임스 역
- 박원숙 : 정끝순 / 오드리 정 역

### 주변 인물
- 정한헌 : 최종태 역
- 박준규 : 최달수 역
- 이휘향 : 김정숙 역
- 백지원 : 최달자 역
- 안혜경 : 최동은 역
- 최종훈 : 박세호 역
- 박소진 : 최동주 역
- 차학연 : 차학연 역
- 최정원 : 한상우 역
- 한민채 : 이현애 역
- 황채원 : 박채원 역

### 그 외 인물
- 줄리안 퀸타르트 : 마이클 역
- 장도연 : 장도연 역
- 이종남 : 준희 모 역
- 나종수 : 멀티맨 역
- 이부영 : 사기 부동산 이사장 역
- 오대환 : 변호사 역
- 한은서 : 정끝순 어린시절 역
- 이시후 : 최종태 어린시절 역
- 유세형 : 젊은 홍갑 역
- 이재형 : 이재형 역
- 김수환 : 강선생 역
- 이정은
- 백익남
- 이현걸
- 김민식
- 홍승휘
- 차세영
- 백현주

### 특별 출연
- 성지루
- 안영미 : 사채업자 허영미 역
- 홍현희 : 진상고객 역
- 줄리엔 강 : 칼 역
- 데니 안 : 노숙인 역
- 김범수 : 카페 사장 역
- 이홍렬 : 결혼정보회사 '홍춘' 대표 역
- 정찬우 : 최달수 제자, 부채도사 역
- 홍빈 : 준희바라기 이홍빈 역
- 박진주 : 자원봉사자 박진주 역

## 시청률
최저 시청률과 최고 시청률은 시청률 조사회사와 지역별로 시청률에 차이가 있을 수 있습니다.
| 2015년      | 2015년      | 2015년         | 2015년       | 2015년         | 2015년       |
| 회차        | 방송일      | TNmS 시청률    | TNmS 시청률  | AGB 시청률     | AGB 시청률   |
| 회차        | 방송일      | 대한민국(전국) | 서울(수도권) | 대한민국(전국) | 서울(수도권) |
| ----------- | ----------- | -------------- | ------------ | -------------- | ------------ |
| 제1회       | 1월 3일     | 4.0%           | 4.7%         | 4.3%           | 5.3%         |
| 제2회       | 1월 4일     | 4.2%           | 4.9%         | 4.7%           | 5.7%         |
| 제3회       | 1월 10일    | 3.6%           | 3.9%         | 4.1%           | 4.6%         |
| 제4회       | 1월 11일    | 3.9%           | 5.0%         | 4.7%           | 5.1%         |
| 제5회       | 1월 17일    | 3.5%           | 4.5%         | 3.4%           | 4.4%         |
| 제6회       | 1월 18일    | 3.0%           | 3.9%         | 3.1%           | 4.0%         |
| 제7회       | 1월 24일    | 2.7%           | 3.1%         | 3.2%           | 3.6%         |
| 제8회       | 1월 25일    | 2.9%           | 3.4%         | 2.9%           | 3.4%         |
| 제9회       | 1월 31일    | 3.0%           | 3.7%         | 3.3%           | 4.0%         |
| 제10회      | 2월 1일     | 2.3%           | 2.5%         | 3.1%           | 3.3%         |
| 제11회      | 2월 7일     | 2.6%           | 3.1%         | 3.2%           | 3.7%         |
| 제12회      | 2월 8일     | 2.2%           | 2.3%         | 2.3%           | 2.4%         |
| 제13회      | 2월 14일    | 2.1%           | 2.4%         | 2.7%           | 3.0%         |
| 제14회      | 2월 15일    | 1.9%           | 2.5%         | 2.6%           | 3.2%         |
| 제15회      | 2월 28일    | 2.5%           | 3.3%         | 2.8%           | 3.6%         |
| 제16회      | 3월 1일     | 2.8%           | 3.0%         | 3.1%           | 3.3%         |
| 제17회      | 3월 7일     | 2.8%           | 3.4%         | 2.9%           | 3.5%         |
| 제18회      | 3월 8일     | 2.6%           | 3.6%         | 2.9%           | 3.9%         |
| 제19회      | 3월 14일    | 2.3%           | 2.7%         | 2.5%           | 2.9%         |
| 제20회      | 3월 15일    | 2.4%           | 2.5%         | 2.3%           | 2.4%         |
| 평균 시청률 | 평균 시청률 | 2.9%           | 3.4%         | 3.2%           | 3.8%         |

## 결방
- 2015년 2월 21일, 2월 22일 : 특집드라마 인생 추적자 이재구 방송으로 인해 결방

## 참고 사항
- 전작 <모던 파머: 현대 농부>가 그랬던 것처럼 중장년층을 주시청자로 삼았음에도 미니시리즈 내용을 지향했던 탓인지[3] 2.3%의 시청률로 막을 내려야 했다.
- SBS는 해당 작품의 후속으로 <이혼변호사는 연애중>을 내보낼 예정이었으나[4] <떴다! 패밀리>를 끝으로 9시 주말극이 폐지되자 편성이 불발될 뻔 했지만 <내 마음 반짝반짝> 후속 주말 특별 기획 드라마로 변경됐다.

## 경쟁 프로그램
- KBS 2TV 주말 드라마 《가족끼리 왜 이래》 (2014년 8월 16일 ~ 2015년 2월 15일)
- MBC 주말 드라마 《장미빛 연인들》 (2014년 10월 18일 ~ 2015년 4월 12일)
- KBS 2TV 주말 드라마 《파랑새의 집》 (2015년 2월 21일 ~ 2015년 8월 9일)